# Tseung Kwan O New Town
Tseung Kwan O New Town é uma das nove novas cidades de Hong Kong, construída principalmente em terras recuperadas na metade norte de Junk Bay (também conhecida como Tseung Kwan O) no sudeste dos Novos Territórios, após o qual recebeu o nome.
O desenvolvimento da nova cidade foi aprovado em 1982, com a abertura inicial da habitação da população ocorrendo em 1988. A partir de 2016, a cidade alberga cerca de 372.000 habitantes. A área total de desenvolvimento de Tseung Kwan O, incluindo a sua área industrial, é de cerca de 10,05 quilômetro quadrados (3,88 sq mi), com uma população planeada de 445.000. As principais áreas residenciais da nova cidade incluem Tsui Lam, Po Lam, Hang Hau, Tseung Kwan O Town Centre, Tiu Keng Leng (anteriormente conhecido como Rennie's Mill) e Siu Chik Sha.
Administrativamente, a nova cidade pertence ao Distrito Sai Kung, no sudeste dos Novos Territórios, embora muitas vezes seja incorretamente considerada parte de Kowloon devido à sua proximidade com a cidade - a cidade é delimitada pelo município urbano de Kwun Tong, a oeste.